# Salto Mortal
Salto Mortal (The Catch Trap, 1979) é o título de um dos livros da escritora norte-americana Marion Zimmer Bradley. Ambientado no mundo colorido e árduo dos antigos circos itinerantes, em meados das décadas de 30-40, relata a história do romance entre dois trapezistas, Mario Santelli e Tommy Zane sob a narração de Tommy.

## Enredo
Mario (Matthew) vem de uma família circense tradicional do Velho Mundo, experiente na atuação em trapézios. Ao começar a atuar com o tio, Angelo, e o avô, Papa Tony, em um circo menor, ele conhece Tommy, um garoto, cujo pai é domador, e que nutre uma paixão ensandecida pela arte do trapézio. Mario se dispõe a versá-lo nessa arte, sendo extremamente duro com o rapaz, testando-o ao máximo. Os dois têm uma diferença de idades de cerca de sete anos entre si, o que faz com que a família Santelli (exceto Mario) encare Tommy como "o irmão mais novo".
Conforme o treinamento avança na luta pelo aperfeiçoamento do salto triplo mortal, a convivência desperta em ambos um sentimento muito forte, nutrido pela confiança cega que depositam um no outro e por seu trabalho incansável no trapézio. Ao longo do livro, o relacionamento se desenvolve es e transforma em paixão, cheio de percalços, tragédias e maledicências, dos quais conseguem se desvencilhar justamente por acordarem entre si que "deixariam tudo fora da plataforma". A criação desse pacto, para que nada interfira em seu trabalho, força-os a encarar o mundo com maturidade e a aprender a distinguir, a duras penas, o aceitável do proibido, o "querer" do "poder".

## Crítica
É um livro diferente, que, além de relatar com riqueza de detalhes a sociedade da época, seus conceitos de moral e cultura, faz-nos entrar em contato com a realidade dos artistas circenses, os quais, ao contrário do que muitos de fora pensam, não vivem em um mundo no qual tudo é simples e livre de preconceitos. Para Ana Zanatti, o livro trata da "a luta destes dois homens para se superarem, vencerem os seus medos e as sua limitações não só físicas mas acima de tudo morais", "personagens duma humanidade comovente", e a quem Marion Zimmer Bradley "obcecada pela arte do trapézio voador, documentou-se até à exaustão coleccionando recortes, vendo filmes, fotografias, revistas, documentários e programas de circo. Falou com artistas e operários encarregados de aparelhos e escutou a sua própria voz que lhe ditou a história dos Santellis voadores. Nós agradecemos."